# Giannīs Fountoulīs
Giannīs Fountoulīs (in greco Γιάννης Φουντούλης?; Chio, 25 maggio 1988) è un pallanuotista greco, attaccante dell'Olympiakos.

## Carriera
Cresciuto nel Chios, squadra della sua città, passa al potente Olympiakos nel 2009. Con il club del Pireo gioca fino al 2019, vincendo molti titoli a livello nazionale ed internazionale. Dopo due stagioni in Ungheria, al Ferencvaros, nel 2021 torna nuovamente all'Olympiakos.

## Palmarès

### Club
- Campionato greco: 13

Olympiakos: 2010, 2011, 2013, 2014, 2015, 2016, 2017, 2018, 2019, 2022, 2023, 2024, 2025
- Coppa di Grecia: 12

Olympiakos: 2010, 2011, 2013, 2014, 2015, 2016, 2018, 2019, 2022, 2023, 2024, 2025
- Coppa dei Campioni/Eurolega: 1

Olympiakos: 2017-18
- Supercoppa di Grecia: 1

Olympiakos: 2018
- Supercoppa LEN: 1

Ferencvaros: 2019
- Coppa d'Ungheria: 2

Ferencvaros: 2020, 2021